# 莫塔德孔蒂
莫塔德孔蒂（義大利語：Motta de' Conti），是意大利韦尔切利省的一个市镇。总面积11平方公里，人口821人，人口密度74.6人/平方公里（2009年）。ISTAT代码为002082。